# Lyona
Lyona o Lyona Ivanova, pseudònim de Marta Puig (Esparreguera, 1 d'agost de 1979) és una il·lustradora, dissenyadora gràfica i de moda, fotògrafa i artista multidisciplinària catalana, coneguda sobretot com a directora de videoclips.

## Trajectòria
Llicenciada en Direcció de cinema a l'Escola Superior de Cinema i Audiovisuals de Catalunya ha realitzat curtmetratges i videoclips per a Love of Lesbian, The New Raemon, Lori Meyers, Sidonie, Mürfila, Maria Coma, Pau Vallvé, Anna Roig i L'ombre de ton chien, Amaral, Leiva i Zahara, entre d'altres, i també anuncis publicitaris.
Com a artista polifacètica ha il·lustrat llibres infantils i per adults, s'ha dedicat al disseny gràfic d'agendes, bosses, samarretes i roba per nadons, i és la responsable de les animacions i el videoart de l'obra de teatre La dona vinguda del futur. Ha dibuixat, també, vinyetes sobre el sexe des d'un punt de vista femení.
Lyona és molt activa a les xarxes socials. Es va donar a conèixer a Fotolog, a través del qual va aconseguir molts encàrrecs professionals.

## Obres il·lustrades
- Jo mataré monstres per tu (2011) amb Santi Balmes, Col·lecció Principal Infantil.[1]
- Mis primeros primeros besos (2014) Col·lecció Principal de los Libros.[1]
- La vida es corta y luego te mueres (2015) amb Enric Pardo. Col·lecció Reservoir Gráfica.
- Monsieur Gargot (2015) amb Marcus. Col·lecció Principal Infantil.
- Alyona (2016) Col·lecció Principal Infantil.
- El libro de tu vida (2016) Col·lecció Principal Gráfica. Llibre Interactiu
- Martina y Anitram en el País de los Calcetines Perdidos (2017) amb Santi Balmes, Col·lecció Principal Infantil.
- Pintas mucho (2011) amb Flavita Banana, Cristina Bueno i Monstruo Espagueti. Stendhal Books.[3]
- Sex-¡oh! (2019). Random.[1]
- La revolta de Santa Jordina (2019) amb David Fernàndez. Àmsterdam Llibres.[8]